# 클로이 애그뉴
클로이 애그뉴(Chloë Agnew, 1989년 6월 9일 ~ )는 아일랜드의 싱어송라이터이다. 아일랜드의 크로스오버 그룹 켈틱 우먼의 전 멤버이다.